# カピターニ・ロマーニ級軽巡洋艦
カピターニ・ロマーニ級軽巡洋艦（Incrociatore leggero classe Capitani Romani）とは、イタリア海軍の軽巡洋艦の艦級である。本級はイタリア海軍が第二次世界大戦中に最後に竣工させた軽巡洋艦である。。本級の各艦は古代ローマ軍の隊長クラスの軍人の名にちなんで命名されたことから、「カピターニ・ロマーニ」級と称された。設計は造船官ウンベルト・プリエーゼとイナッツァオ・アルファーノ。公試で40ノットの速力を記録し、巡洋艦以上の艦艇としては史上最速を誇る。

## 概要

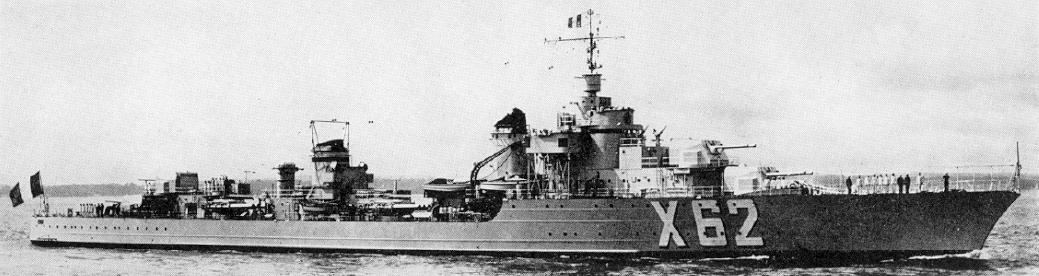
本級の設計時のフランス海軍の大型駆逐艦「モガドル」。

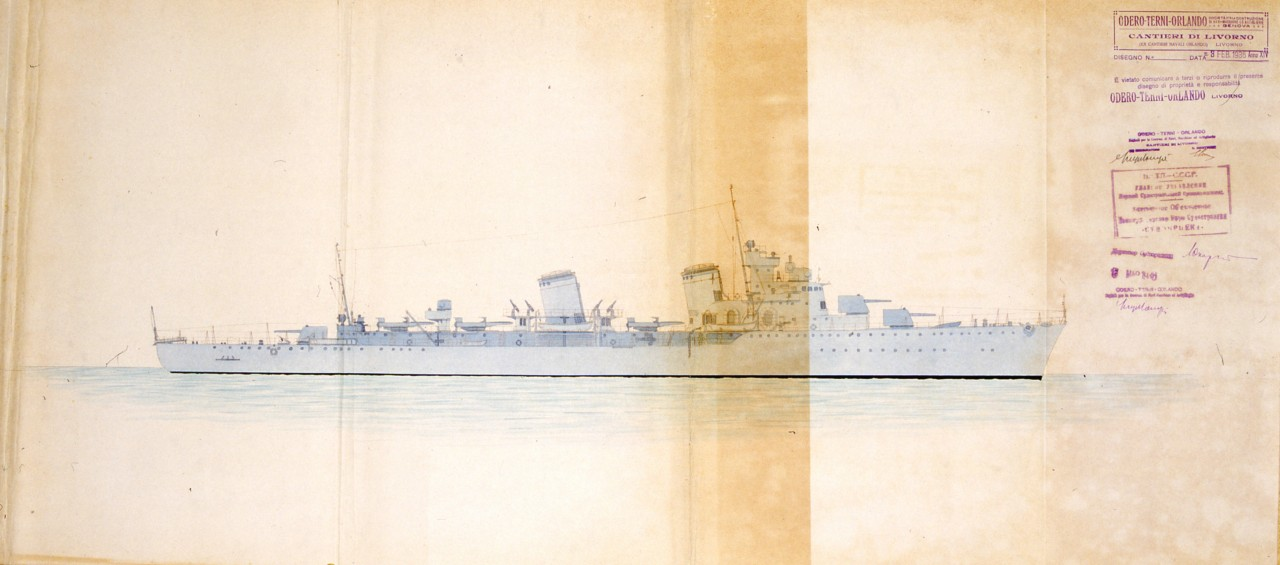
タイプシップとなったソ連向け輸出型の20型嚮導駆逐艦

本級はフランス海軍が整備し続ける大型駆逐艦に対抗して建造されたクラスである。イタリア海軍が大戦前から整備していたコンドッティエリ型軽巡洋艦はフランスの軽巡洋艦に対抗するために代を重ねるごとに大型化し、前級の「ルイージ・ディ・サヴォイア・ドゥーカ・デッリ・アブルッツィ級」では基準排水量9,440トンという前大戦時の装甲巡洋艦並の大きさに達するに至った。
大型化した船体は建造費の高騰と建造時間の浪費に繋がり、更には既存の駆逐艦との随伴能力も危ぶまれた。そのため、新しく建造される軽巡洋艦は小型軽巡洋艦として設計をし直すことされた。そして、高速性能確保と建造費の抑制のために装甲を省き、船体を小型化した艦として研究される事になった。タイプシップはソ連海軍から建造依頼された「タシュケント型」大型駆逐艦に採った。当初の計画では副武装として6.5cm（64口径）高角砲6門と水上機1機を搭載し、軽度な防御を船体に施した軽巡洋艦として要求されていたが、船型が小型であったために防御はカットし、高角砲は諦めて3.7cm機関砲を搭載するに改められて建造された。戦時中に12隻が計画・建造されて多くが建造中止となり就役したのは3隻だった本級のうち2隻は賠償艦としてフランスに引き渡されてシャトールノー級軽巡洋艦「シャトールノー（旧アッティオ・レゴロ）」と「ギシャン（旧シピオーネ・アフリカーノ）」となった。。
このうち「ポンペオ・マーニョ」は戦後の1950年にいったん除籍したのち、近代化改装を受けて「サン・ジョルジョ（2代）」と改名されて再就役された。これに伴い、1956年に「ジュリオ・ジェニマニコ」が対潜警備艦に改装されたサン・ジョルジョの同型艦として「サン・マルコ（2代）」と改名して完成した。この2隻はサン・ジョルジョ級駆逐艦と呼ばれる。

## 艦形

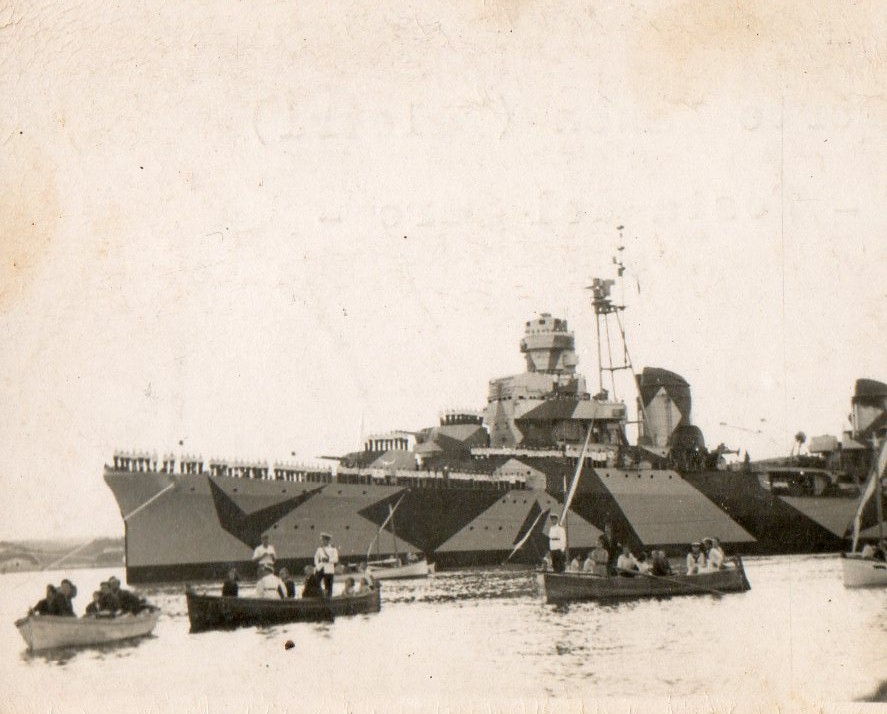
竣工時の「アッティリオ・レゴロ」。マスト上にEC.3型レーダーのアンテナが見える。

本級の船体形状は前級までの長船首楼型船体とは異なり、強いシアを有する平甲板型船体とした。前後甲板に、本級から採用された新設計の1938年型13.5cm（45口径）主砲の連装砲塔を背負い式で各2基配置。1・2番主砲塔の後方には円柱型の測距儀を載せた塔型艦橋と軽量な三脚檣構造の前檣がある。その後方の二本の煙突の間には端艇揚収クレーンがあり、2番煙突の前後が端艇揚収位置となっている。
2番煙突前後には連装魚雷発射管を上下に配置した変形53.3cm四連装魚雷発射管が2基配置されている。発射管この形態はスペース節約のためのものであったが、実用性はよくなく不評であった。この発射管は両舷に発射可能であるため、片舷8本の魚雷を射出可能である。
煙突の両脇から艦尾にかけて、機雷の投下軌条が左右あわせて二対設けられている。

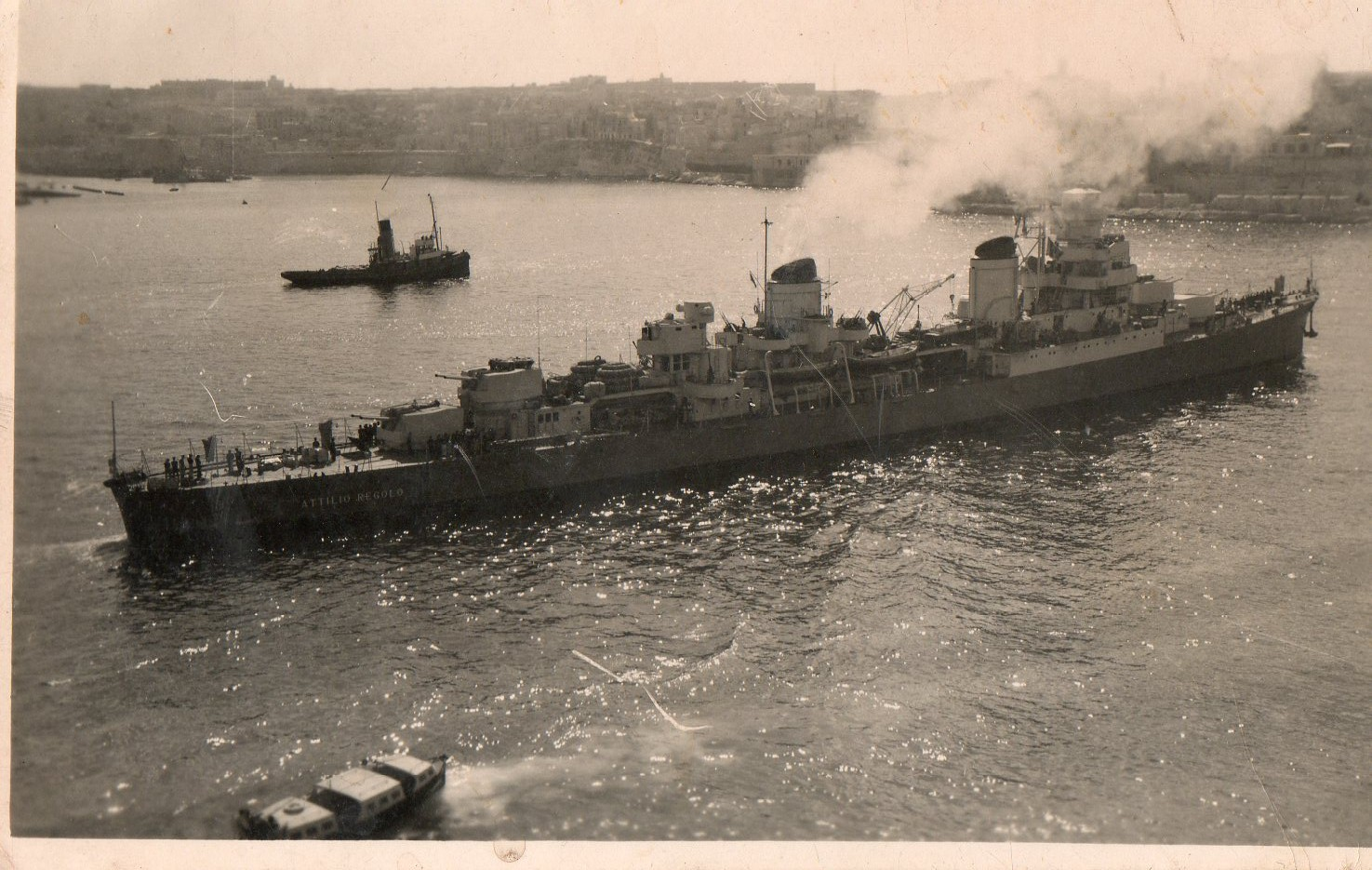
竣工時の「アッティリオ・レゴロ」。

就役後の1943年には、「アッティオ・レゴロ」と「シピオーネ・アフリカーノ」に国産のEC.3型レーダーが搭載された。
「サン・ジョルジョ」と「サン・マルコ」は1963年から1965年にかけて候補生130名を収容できる練習艦に改装され、レーダーを最新のものに改めるとともに艦橋が箱形となったほか、機関をCODAG形式に改められるなどの近代化改装を受けて艦容が一変した。主砲は12.7cm（38口径）高角砲を連装砲架で3基、近接火器としてボフォーズ 4cm（56口径）機関砲を四連装砲架で2基と連装砲架4基に改められた。他に対潜兵装としてランチア・バス3連装対潜迫撃砲1基と爆雷投射機4機が搭載された。

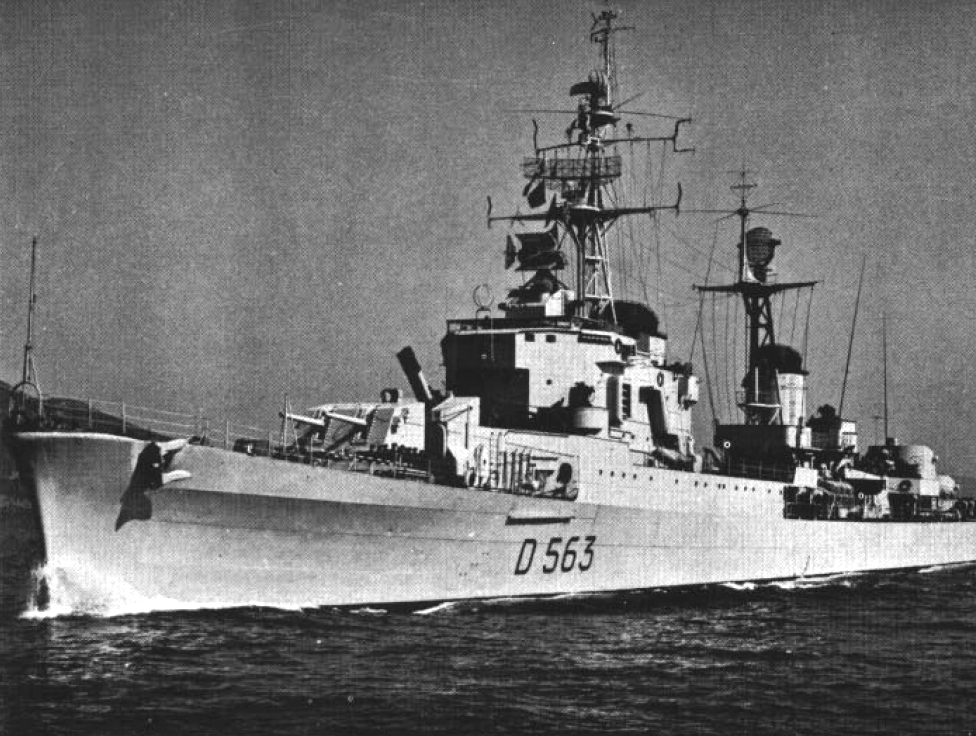
1962年に撮影された「サン・マルコ」。
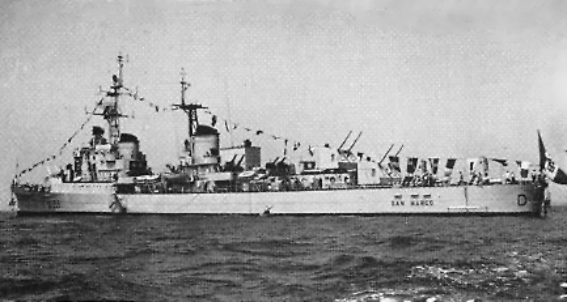
1959年に撮影された「サン・マルコ」。

## 武装

### 主砲
主砲はカイオ・ドゥイリオ級戦艦の副砲にも採用されたOTO 1937型13.5cm（45口径）砲を採用した。重量32.7 kgの砲弾を使用した場合仰角45度での射程19,600 mである。この砲を本級では連装砲塔に収めた。俯仰能力は仰角45度、俯角7度である。旋回角度は船体首尾線方向を0度として砲塔が左右120度の旋回角度を持つ。主砲身の俯仰・砲塔の旋回・砲弾の揚弾・装填は主に電力で行われ、補助に人力を必要とした。発射速度は毎分6発である。本級に搭載されたものは平射砲であったが、同時期に建造されていたエトナ級軽巡洋艦では、両用砲に改修して搭載する予定であった。

### 機銃・水雷兵装
高角砲は持たず、主力対空兵器にブレダ社製1939年型 37mm（54口径）高角機関砲を採用した。この砲は1.63kgの弾を仰角80度で4,000mの高度まで到達させることができた。旋回と俯仰は主に人力で行われ、左右方向に120度旋回でき、俯仰は仰角80度、俯角10度で、発射速度は毎分90～120発だった。これを連装砲架で、艦橋の両脇に3基ずつ計6基、後檣の両脇に1基ずつ計2基の総計8基16門を配置した。他には同じくブレダ社製1929年型20mm（65口径）機銃を連装砲架で4基8丁を2番煙突の四隅に配置した。水雷兵装として53.3cm四連装水上魚雷発射管を2基装備した。

## 機関

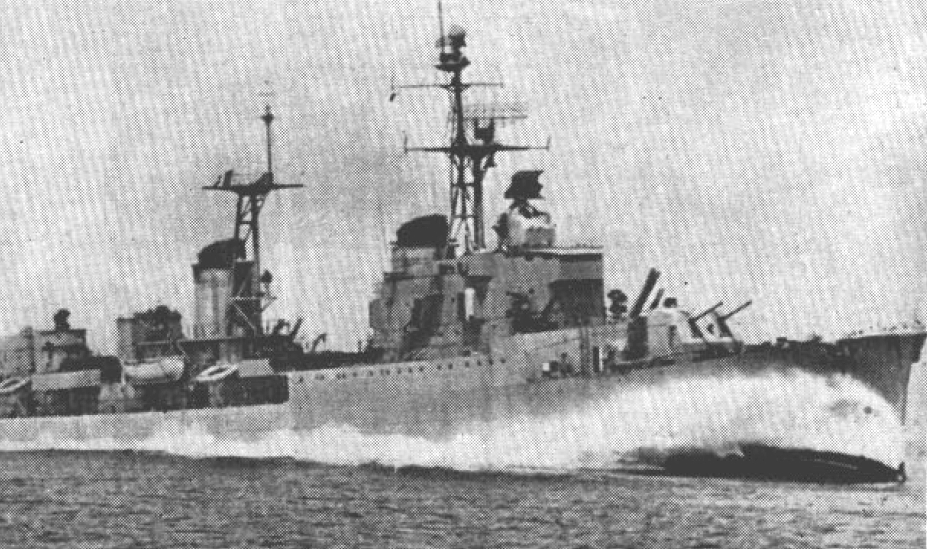
1956年に撮影された「サン・ジョルジョ」。

前級のルイジ・ディ・サヴォイア・デュカ・デグリ・アブルッチ級はヤーロー式重油専焼水管缶8基を搭載していたが、本級は軽量化のためにソーニクロフト式重油専焼水管缶4基へと缶の基数を減少し、これにベルッゾ式ギヤードタービン2基2軸推進を組み合わせた。機関配置はイタリア近代巡洋艦伝統のシフト配置でボイラーを1室あたり1基を搭載して2室とタービン1基を1セットとして前後計2セットを配置した。艦首側のボイラーとタービンは右舷寄りに配置されて右舷軸を駆動し、艦尾側は左舷寄りに配置して左舷軸を駆動した。
最大出力は110,000hp、公試においては計画速力の40ノットを発揮したが、実用速力は36ノットとされた。航続能力は25ノットで3,000海里と計算された。

## 防御
本級は高速能力を発揮する代償として防御装甲を持たない艦として設計された。設計段階においては最小限度の防御はされる予定であったが、設計中に重量過多が判明したために装甲防御は断念された。このため艦橋に15mm、主砲塔に20mmなどの断片防御の装甲が張られただけであった。

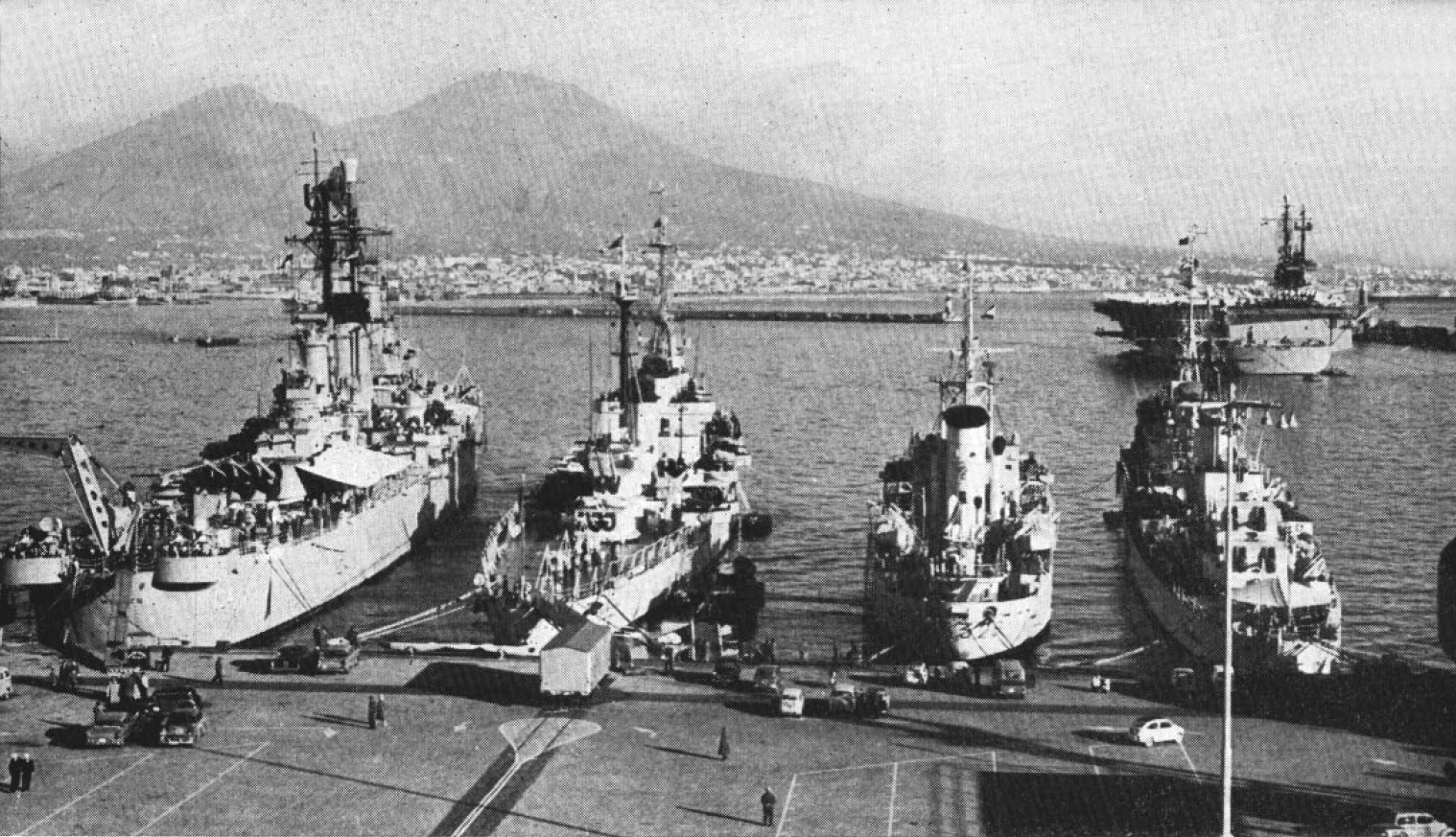
左から「デモイン」、「ルイジ・ディ・サヴォイア・デュカ・デグリ・アブルッチ」、「サン・ジョルジョ」と「サン・マルコ」。

## 同型艦
| 艦名                                               | 由来                                                           | 起工            | 進水            | 就役 | その後 |
| -------------------------------------------------- | -------------------------------------------------------------- | --------------- | --------------- | --- | --- |
| アッティリオ・レゴロ （Attilio Regolo）            | マルクス・アティリウス・レグルス                               | 1939年 9月29日  | 1940年 8月28日  | 1942年 5月14日 | フランス海軍へ賠償艦として引き渡し。 1948年7月31日付で「D606 シャトールノー（Châteaurenault）」として再就役。 1969年6月2日付で退役          |
| シピオーネ・アフリカーノ （Scipione Africano）     | プブリウス・コルネリウス・スキピオ・アフリカヌス               | 1939年9月28日   | 1941年1月12日   | 1943年4月23日 | フランス海軍へ賠償艦として引き渡し。 1948年8月15日付で「D607 ギシャン（Guichen）」として再就役。 1976年1月1日付で退役。                     |
| ポンペオ・マーニョ （Pompeo Magno）                | グナエウス・ポンペイウス・マグヌス                             | 1939年 9月3日   | 1941年 8月24日  | 1943年 6月24日 | 1948年6月1日付で退役。 改修を受け、1955年に「D562 サン・ジョルジョ (San Giorgio)」として再就役。1980年退役。                                |
| ジュリオ・ジェルマニコ （Giulio Germanico）        | ゲルマニクス・ユリウス・カエサル                               | 1939年 4月3日   | 1941年 7月26日  | 建造中止。 1950年に「D563 サン・マルコ（San Marco）」に改名後、「D562 サン・ジョルジョ」の同型艦として建造再開。1956年に就役。 1971年退役。 | 建造中止。 1950年に「D563 サン・マルコ（San Marco）」に改名後、「D562 サン・ジョルジョ」の同型艦として建造再開。1956年に就役。 1971年退役。 |
| ウルピオ・トライアーノ （Ulpio Traiano）           | マルクス・ウルピウス・ネルウァ・トラヤヌス・アウグストゥス     | 1939年 9月28日  | 1942年 11月30日 | 未完成。1943年1月3日沈没。 | 未完成。1943年1月3日沈没。 |
| オッタヴィアーノ・アウグスト （Ottaviano Augusto） | ガイウス・ユリウス・カエサル・オクタウィアヌス・アウグストゥス | 1939年 9月23日  | 1942年 5月31日  | 未完成。1943年11月1日沈没。 | 未完成。1943年11月1日沈没。 |
| カイオ・マリオ （Caio Mario）                      | ガイウス・マリウス                                             | 1939年 9月28日  | 1941年 8月17日  | 未完成。1944年自沈。 | 未完成。1944年自沈。 |
| コルネリオ・シッラ （Cornelio Silla）              | ルキウス・コルネリウス・スッラ                                 | 1939年 10月12日 | 1941年 6月28日  | 未完成。1944年自沈。 | 未完成。1944年自沈。 |
| クラウディーオ・ドルソ （Claudio Druso）           | ネロ・クラウディウス・ドルースス                               | 1939年 9月      | 建造中止        | 建造中止 | 建造中止 |
| クラウディーオ・ティベリーオ （Claudio Tiberio）   | ティベリウス・クラウディウス・ネロ                             | 1939年 9月28日  | 建造中止        | 建造中止 | 建造中止 |
| パオロ・エミリオ （Paolo Emilio）                  | ルキウス・アエミリウス・パウルス・マケドニクス                 | 1939年 10月12日 | 建造中止        | 建造中止 | 建造中止 |
| ヴィプサーニオ・アグリッパ （Vipsanio Agrippa）    | マルクス・ウィプサニウス・アグリッパ                           | 1939年 10月     | 建造中止        | 建造中止 | 建造中止 |

## 参考図書
- 「世界の艦船増刊第20集　第2次大戦のイタリア軍艦」（海人社）
- 「世界の艦船増刊　イタリア巡洋艦史」（海人社）
- 「世界の艦船 1986年1月増刊号 近代巡洋艦史」（海人社）
- 「世界の艦船 2010年1月増刊号 近代巡洋艦史」（海人社）